# Normalisierung (Soziologie)
Normalisierung bezeichnet in der Soziologie dreierlei: In der Statistik sind damit Umformungen von Messverteilungen in Normalverteilungen gemeint. Im Labeling Approach werden damit Interaktionsprozesse benannt, bei denen leichte Formen Abweichenden Verhaltens zu akzeptierten Variationen normierter Verhaltensmuster erklärt werden. Als allgemeine Bezeichnung wird Normalisierung für den Versuch verwendet, eine Krise in einer sozialen Einheit zu überwinden und wieder „normale“ soziale Prozesse (ohne besonderen Steuerungsaufwand) zu ermöglichen.

## Normalisierung bei Foucault
Das Konzept der Normalisierung findet sich in den Arbeiten von Michel Foucault, insbesondere in Überwachen und Strafen, im Zusammenhang mit seiner Darstellung der disziplinarischen Macht. Wie Foucault den Begriff verwendete, beinhaltete Normalisierung die Konstruktion einer idealisierten Verhaltensnorm – zum Beispiel die Art und Weise, wie ein richtiger Soldat idealerweise stehen, marschieren, die Waffen präsentieren sollte, und so weiter, die bis ins kleinste Detail definiert wurde – und dann die Belohnung oder Bestrafung von Individuen, die sich diesem Ideal anpassen oder davon abweichen. Für Foucault ist die Normalisierung eine von mehreren Taktiken, um mit minimalem Kraftaufwand ein Maximum an Sozialer Kontrolle auszuüben, was Foucault als „Disziplinarmacht“ bezeichnet. Die Disziplinarmacht hat sich im Laufe des 19. Jahrhunderts herausgebildet, wurde in Kasernen, Krankenhäusern, Heimen, Schulen, Fabriken, Büros usw. umfassend eingesetzt und wurde so zu einem entscheidenden Aspekt der Sozialstruktur in modernen Gesellschaften.

## Theorie des Normalisierungsprozesses
Die Theorie des Normalisierungsprozesses ist eine Theorie mittlerer Reichweite, die vor allem in der Medizinsoziologie und den Wissenschafts- und Technikforschung verwendet wird, um einen Rahmen für das Verständnis der sozialen Prozesse zu schaffen, durch die neue Denk-, Arbeits- und Organisationsweisen routinemäßig in den Arbeitsalltag integriert werden. Die Theorie des Normalisierungsprozesses hat ihre Wurzeln in empirischen Studien über technologische Innovationen im Gesundheitswesen und insbesondere in der Bewertung komplexer Interventionen.
Die Theorie des Normalisierungsprozesses deckt vier primäre Bereiche ab: (i) Sinnstiftung, die Kohärenz schafft, (ii) Organisation der mentalen Aktivität, um die kognitive Beteiligung im Zusammenhang mit dem Verhalten zu manifestieren, (iii) Operationalisierung des Verhaltens durch kollektives Handeln und (i) Bewertung und Anpassung von Verhaltensweisen durch reflexive monitoring. Die Durchführung eines Normalisierungsprozesses kann mit Hilfe des „NPT-Toolkits“ untersucht werden.